# Edgar Lee Masters
Edgar Lee Masters (23 d'agost de 1868 – 5 de març de 1950) Fou un advocat americà, poeta, biògraf, i dramaturg. És l'autor de l'Spoon River Anthology,The New Star Chamber and Other Essays, Songs and Satires, The Great Valley, The Serpent in the Wilderness, An Obscure Tale, The Spleen, Mark Twain: A Portrait, Lincoln: The Man, and Illinois Poems. Fins-i-tot, Masters va publicar dotze jocs, vint-i-un llibres de poesia, sis novel·les i sis biografies, incloent-hi les d'Abraham Lincoln, Mark Twain, Vachel Lindsay, i Walt Whitman.

## Vida i carrera
Nascut a Garnett, Kansas, Estats Units, era fill de l'advocat Hardin Wallace Masters i d'Emma J. Dexter.
Com que el seu pare va traslladar-se breument per a realitzar una pràctica de dret, aviat la família va establir-se a la granja dels seus avis paterns, prop de Petersburg al comtat de Menard, Illinois. El 1880 la família es va traslladar a la vila de Lewistown (Illinois) on el petit Edgar Lee Masters va assistir a l'escola secundària on va tenir lloc la seva primera publicació, al Chicago Daily News. L'ambient cultural que es vivia al poble de Lewistown, a més de la impressió que li va produir el cementiri de la veïna ciutat d'Oak Hill i les seves visites al riu Spoon River, van ser la inspiració de moltes de les seves obres, sobretot de l′Spoon River Anthology, que és la seva obra més famosa i aclamada.
Va assistir al Knox Academy, entre els anys 1889 i 1990, un programa produït pel Knox College (Illinois), però es va veure obligat a abandonar perquè la seva família no va poder continuar finançant els seus estudis.
Després de treballar al despatx d'advocats del seu pare, va ser admès al Bar Illinois i, després, es va traslladar a Chicago, on va establir una associació d'advocats, el 1893, amb el despatx d'advocats de Kickham Scanlan. Es va casar dues vegades. El 1898 va contraure matrimoni amb Helen M. Jenkins, la filla de Robert Edwin Jenkins, advocat a Chicago, i van tenir tres fills. Durant la seva associació jurídica amb Clarence Darrow, del 1903 al 1908, Edgar Lee Masters va defensar persones sense recursos econòmics. L'any 1911, va obrir el seu propi despatx d'advocats, entre el 1908 i el 1911, malgrat els tres anys de molèsties causades per afers extramatrimonials i una disputa amb Darrow.
Dos dels seus fills van continuar l'afició del pare amb carreres literàries. La seva filla Marcia va ser poeta, mentre que el seu fill Hilary Masters va ser novel·lista. Posteriorment, Hilary i el seu germanastre Hardin van escriure un memòria del seu pare.

Edgar Lee Masters va morir a una residència d'avis el 5 de març del 1950, a Melrose Park, Pennsilvània, a l'edat de 81 anys. I fou enterrat al cementiri d'Oakland, a Petersburg (Illinois). El seu epitafi inclou el poema, "To-morrow is My Birthday", de Toward the Gulf (1918): 

### Història familiar
El pare d'Edgar era Hardin Wallace Masters, el pare del qual fou Squire Davis Masters, el pare del qual era Thomas Masters, el pare del qual era Hillery Masters, fill de Robert Masters, nascut el 1715 al comtat de Prince George's, Maryland, fill, al seu torn, de William W. Masters, casat amb Mary Veatch Masters. Edgar Lee Masters va escriure a la seva autobiografia, Across Spoon River (1936), que el seu avantpassat Hillery Masters era el fill dels "Knotteley" Masters, però les genealogies familiars demostren que els Hillery i Notley Masters eren, de fet, germans.

## La seva poesia
Edgar Lee Masters va publicar els seus primers poemes i assaigs amb el pseudònim Dexter Wallace, construït a partir del nom de soltera de la seva mare i del nom del seu pare, que va utilitzar fins a l'any 1903, quan es va incorporar al despatx d'advocats de Clarence Darrow. Masters va començar a ser considerat un poeta estatunidenc rellevant a partir del 1914, arran d'una sèrie de poemes, aquesta vegada signats amb el pseudònim de Webster Ford, sobre les seves experiències infantils a Illinois, que van publicar-se al Reedy's Mirror de St. Louis.
El 1915, la sèrie va ser recopilada en un volum i va ser re-titulada com Spoon River Anthology. Anys després, va escriure un relat memorable i inestimable del rerefons i la gènesi del llibre, els seus mètodes i influències de treball, així com la seva recepció per part de la crítica, favorable i hostil, en un article autobiogràfic destacat per la seva calidesa humana i l'interès general.
Tot i que mai no va coincidir amb l'èxit de la seva Antologia Spoon River, va publicar diversos altres volums de poemes incloent Llibre dels versos en 1898, Book of Verses en 1898, Songs and Sonnets en 1910, The Great Valley en 1916, Song and Satires en 1916, The Open Sea en 1921, The New Spoon River en 1924, Lee en 1926, Jack Kelso en 1928, Lichee Nuts en 1930, Gettysburg, Manila, Acoma en 1930, Godbey, sequel to Jack Kelso en 1931, The Serpent in the Wilderness en 1933, Richmond en 1934, Invisible Landscapes en 1935, The Golden Fleece of California al 1936, Poems of People en 1936, The New World en 1937, More People en 1939, Illinois Poems en 1941, and Along the Illinois en1942

## Publicacions

### Poesia
- A Book of Verses (1898)
- Songs and Sonnets (1910)
- Spoon River Anthology (1915)
- Antologia de Spoon River (ED. Bilingüe català i anglès)
- Songs and Satires (1916)
- Fiddler Jones (1916)
- The Great Valley (Nova York: Macmillan Co., 1916)
- Toward the Gulf (Nova York: Macmillan Co., 1918)
- Starved Rock (Nova York: Macmillan Co., 1919)
- Jack Kelso: A Dramatic Poem (1920)
- Domesday Book (Nova York: Macmillan Co., 1920)
- The Open Sea (Nova York: Macmillan Co., 1921)
- The New Spoon River (Nova York: Macmillan Co., 1924)
- Selected Poems (1925)
- Lichee-Nut Poems (American Mercury, Jan. 1925)
- Lee: A Dramatic Poem (1926)
- Godbey: A Dramatic Poem (1931), sequel to Jack Kelso (1920)
- The Serpent in the Wilderness (1933)
- Richmond: A Dramatic Poem (1934)
- Invisible Landscapes (1935)
- Poems of People (1936)
- The Golden Fleece of California (1936) (poetic narrative)
- The New World (1937)
- More People (1939)
- Illinois Poems (1941)
- Along the Illinois (1942)
- Silence (1946)
- George Gray
- Many Soldiers
- The Unknown

### Biografies
- Children of the Market Place: A Fictitious Autobiography (Nova York: Macmillan Co., 1922). Life of Stephen Douglas.
- Levy Mayer and the New Industrial Era (New Haven: Yale University Press, 1927).[9] Chicago attorney Levy Mayer (1858–1922).
- Lincoln: The Man (1931)
- Vachel Lindsay: A Poet in America (1935)
- Across Spoon River: An Autobiography (memoir) (1936)
- Whitman (1937)
- Mark Twain: A Portrait (1938)

### Llibres
- Maxmilian: A Drama (1902)
- The New Star Chamber and Other Essays(1904)
- The Blood of the Prophets (1905) (play)
- Althea (1907) (play)
- The Trifler (1908) (play)
- Mitch Miller (novel) (1920)
- Skeeters Kirby (novel) (1923)
- The Nuptial Flight (novel) (1923)
- Kit O'Brien (novel) (1927)
- The Fate of the Jury: An Epilogue to Domesday Book (1929)
- Gettysburg, Manila, Acoma: Three Plays (1930)
- The Tale of Chicago (1933)
- The Tide of Time (novel) (1937)
- The Sangamon (Chicago: University of Illinois Press, 1942, 1988)

## Premis i honors

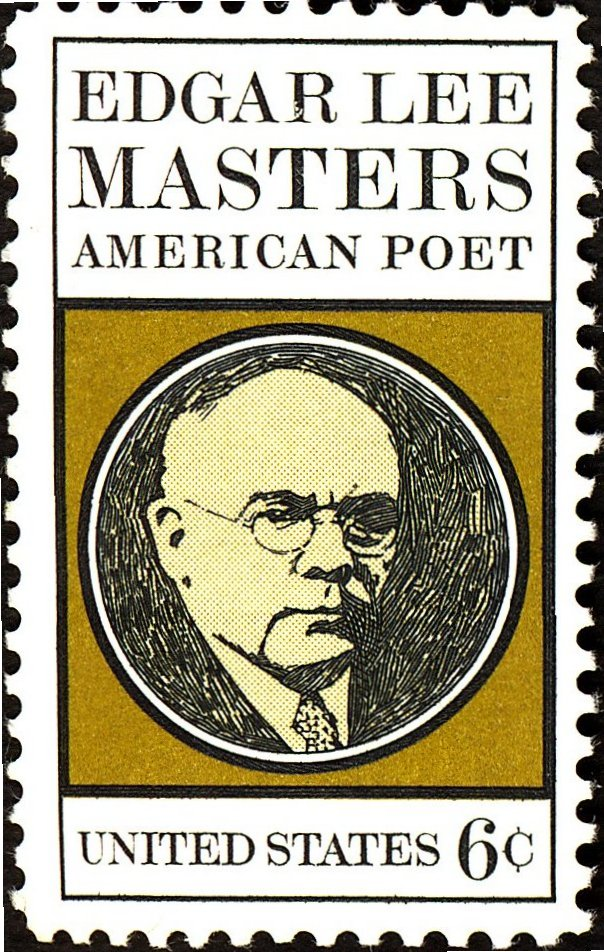
Segell postal

Masters va rebre la medalla de plata de Mark Twain el 1936, la medalla de la Poetry Society of America el 1941, l'Acadèmia de la American Poets Fellowship el 1942 i el Shelly Memorial Award el 1944. El 2014 va ser ingressat a la Chicago Literary Hall of Fame.